# 紗奈
紗奈 (さな、1988年12月13日 - ) は、日本のAV女優。

## 人物・略歴
趣味はネイル、特技は歌。
2008年5月にアリスJAPANから専属AVデビュー。
2009年9月に新宿ニューアートでストリップデビュー。

## 出演作品

### アダルトビデオ
2008年
- First Impact Sana（5月23日、アリスJAPAN）
- 超敏感ファック（6月27日、アリスJAPAN）
- 憧れの競泳水着インストラクター紗奈（7月25日、アリスJAPAN）
- 初イカせ!超限界絶頂!紗奈（8月22日、アリスJAPAN）
- お兄ちゃん!敏感な妹でごめんなさい。（9月26日、アリスJAPAN）
- パラダイス ラブ 紗奈（10月24日、アリスJAPAN）
- アリスAPAN 2009（11月14日、アリスJAPAN）
- いやらしい美尻 紗奈（11月28日、アリスJAPAN）
- 超敏感メイドの性奴隷（12月26日、アリスJAPAN）

2009年
- アリスJAPAN専属女優 紗奈の超高級ソープ!（月23日、アリスJAPAN）
- 働くオンナ 34（2月20日、プレステージ）
- 学園天国 06（3月3日、プレステージ）
- アリスピンクファイル 紗奈（3月13日、アリスJAPAN）
- 顔射の美学 13（4月1日、プレステージ）
- 緊張丸出しデビューFUCK8時間（4月10日、アリスJAPAN）
- 高級ソープよりもすごい極上ウラ風俗 06（5月2日、プレステージ）
- WATER POLE 76（6月11日、プレステージ）
- 今まで頑なに出演を拒否していた、超絶美人女子社員がついに脱いだ 経理部 鈴木美恵子（7月23日、SODクリエイト）
- 旦那の趣味で犯されて（8月1日、タカラ映像）
- 生徒を食べちゃう保健の先生（8月25日、美）
- ツン顔でイキガマンするオンナ教師（9月5日、ワープエンタテインメント）
- スチュワーデスin… ［脅迫スイートルーム］ Cabin Attendant Sana（23）（9月15日、ドリームチケット）
- 黒ストッキング美脚女子校生（9月19日、イエロー）
- 元超絶美人SOD女子社員 経理部 鈴木美恵子 出演を許してしまった彼女のその後を追った!!（9月19日、SODクリエイト）
- 隣の妻は性処理相手 紗奈（10月22日、タカラ映像）
- 麗しの美人家庭教師（10月23日、宇宙企画）
- Working Woman's Legs（10月23日、TMA）
- 誘惑、女教師。 （11月5日、ドリームチケット）
- OL Delivery 02 さな（B.83D-cup W.58 H.86） （11月6日、GLAY'z）
- 手コキでベロちゅ～ 8（11月19日、イエロー）
- いけないOLアルバイト 01（12月19日、ミスター・インパクト）
- お客さんにバレ無い様にイキまくり!潮吹きまくり!アクメ屋台がイクッ!! 紗奈ちゃん（12月19日、SODクリエイト）
- コスプレイヤー:破（12月25日 TMA）

2010年
- 「女の口は嘘をつく。」 雌女ANTHOLOGY ＃077（1月8日、アウダースジャパン）
- ショートパンツ MANIAX（1月8日、TMA）
- 家庭教師さな先生（2月13日、マルクス兄弟）
- 愛しの訪問介護サービス 2（2月18日、グローリークエスト）
- かわいがり（3月1日、ABC/妄想族）
- それでも貴方に愛されたいから… ～変態夫の性癖に合うように躾けられていく若妻～（3月7日、マドンナ）
- 女子社員中出しレイプ（3月12日、TMA）
- 触手アクメ 藤崎クロエ 紗奈（3月18日、SODクリエイト）
- イグイグ淫乱教師（3月19日、乱丸）
- 催眠 赤 DX 29 ドキュメント編（3月19日、アウダースジャパン）
- 催眠 赤 DX 29 スーパーmc編（3月19日、アウダースジャパン）
- 完全撮りおろし カリスマモデルだらけの超高級風俗ビル 3（3月26日、TMA）
- 競泳水着 ローション 尻コキ（4月1日、Fetishist/妄想族）
- 癒らし。 VOL.70（4月2日、アウダースジャパン）
- 人妻ナンパ性感オイルマッサージ 美巨乳中出しDX（4月20日、ピーターズ）オムニバス作品
- 僕の上司は痴女（5月1日、ワンズファクトリー）
- 美脚黒パンストの足コキ発射（5月1日、ワンズファクトリー）
- もっこりパンツの上からチ○ポをいじくり発射させる女たち（5月1日、V（ヴィ））
- 家庭教師の誘惑 LOVE TEACHER（5月6日、グローリークエスト）
- 黒ストッキング美脚OL (5月19日、イエロー)
- いつでもどこでも24時間ロデオFUCK 月野りさ 紗奈 ～激狂い!潮吹き馬乗り依存症～（6月19日、kira☆kira）
- 手コキエアラインSP（6月24日、SODクリエイト）
- 団地妻生中出し 17（7月9日、TMA）
- やさしいママとボクの秘密の手コキ&○児プレイ（7月13日、マルクス兄弟）
- 淫語痴女 見下し・辱め・寸止め中毒の女（7月19日、ドグマ）
- ズボ入れマジイキ バイブオナニー 3（8月1日、ワンズファクトリー）
- サマーデイズ（8月5日、SILK LABO）
- 親父の愛人（8月19日、VENUS）
- 鬼ガラミ 紗奈 俺の女は中出し人間玩具（8月27日、レアル・ワークス）
- ギャルフェラチオ 2（8月27日、クリスタル映像）
- 起きているのは俺と女友達だけ、周りには酔い潰れた友人たち、さてどうする?（10月7日、アキノリ）
- ギャルの身体を手に入れた（11月4日、GARCON）
- 競泳水着インストラクター 03（11月12日、青空ソフト）
- マジックミラー号 攻撃的ボディ逆ナンパ in三浦海岸2010（12月7日、ディープス）
- 完全主観 一週間7股生活 2（12月7日、アキノリ）
- デス・ザーメン 紗奈（12月10日、レアルワークス）
- 若妻 紗奈（12月15日、スターパラダイス）
- 宅配痴女（12月19日、ドグマ）
- パンスト妄想脚（12月19日、ミル）
- 幻母 禁断母子スワップ（12月19日、VENUS）

2011年
- メガネ痴女の黒パンスト脚コキ（1月1日、ワンズファクトリー）
- 僕の姉貴はギャル!「弟くんかわいいね」と姉の友達に迫られ、ヤレた!というかヤられた!! VOL.02（1月8日、GARCON）
- 高級 黒パンスト美脚フェチ（1月13日、マルクス兄弟）
- カワイイ女の子に見つめられながらフェラされると幸せな気分でビンビンになっちゃいますよネ!（1月15日、ワンズファクトリー）
- 嫁の姉と○○しちゃった俺（1月20日、アキノリ）
- HyperIdeaPocket 究極の尻フェチマニアックス（2月1日、アイデアポケット）
- 息子の嫁（2月11日、なでしこ）
- Hi-Vision Venus 紗奈（2月11日、TMA） Blu-ray
- 解禁 KOKORO（2月19日、ドグマ）
- 紗奈でござひます。 4時間（3月17日、タカラ映像）
- オナニー・パラノイア（3月19日、ドグマ）
- 同級生宅に突然 おじゃましま〜す!!（4月20日、プレステージ）
- パンスト美脚痴女（5月1日、ワンズファクトリー）
- キモ男に犯されるマドンナ女教師（5月13日、マルクス兄弟）
- 働く女のガーターストッキング 02（5月13日、青空ソフト）
- 背徳のレントゲン室（5月19日、ドグマ）
- オナコレ×パンスト×密室デート Vol.3（7月1日、アイ映像/妄想族）
- キメセクしよ（7月19日、ドグマ）
- 義理の息子と夫に愛されて…（8月12日、なでしこ）
- 中出しエンドレス・ファッカー（9月19日、ドグマ）
- 超高級ロリソープ（9月20日、ケイ・エム・プロデュース）
- 鬼イカセ（9月23日、ケイ・エム・プロデュース）
- the best 未公開映像含む240MINUTES（10月1日、ワンズファクトリー）個人総集編
- 3D Mドラッグ 女体肉便器・連続強制フェラ・生中出し（10月19日、ドグマ）
- PRIVATE（11月25日、デジタルアーク）
- コレクターズエディション4時間（12月13日、マルクス兄弟）個人総集編
- 実在!巷で噂のAVキャバクラ RedDragon Vol.3（12月13日、HERO）
- 超淫獣バトル（12月19日、ドグマ）

2012年
- 隣に住んでいる綺麗な若妻が酔っ払ってウチに間違って入ってきた（1月13日、溜池ゴロー）
- 美脚ハイレグフェティシズム（2月1日、ワンズファクトリー）
- 女優ベスト（2月19日、ドグマ）個人総集編
- 超ギャルブチギレ手コキ!! 〜お前らってキレられながら手コかれて興奮してるとか、マジ変態じゃん!!〜（4月5日、GARCON）
- 女優ベスト メモリアル（11月19日、ドグマ）個人総集編

### イメージビデオ
- 裸体 超特大5時間スペシャル 4（2009年7月1日、Shuffle）

### 成人映画
- 艶恋師 放浪編 歌舞伎町 絶頂対決!!（2008年11月21日、GPミュージアム）
- 団地妻の秘密 ～菜穂23歳～（2009年8月25日、GPミュージアム）

### 映画
- 「18倫」（2009年4月17～19日、5月30日～6月5日）共演：田代さやか、河合龍之介

### DVD
- 「18倫」（2009年6月5日、ティーエムシー）
- 少女時代 ヤンキーがゆく（2011年8月19日、GPミュージアムソフト）

## テレビ
- 『ぷっ』すま (2008年7月15日、テレビ朝日) 「彼女が水着に着替えたら」
- エロ生☆パラダイス (GyaOジョッキー2008年7月15日・2008年11月25日放送分)
- ビ〜チ9 (2011年8月、テレビ埼玉) マンスリーゲスト